# Naturschutzgebiet Obere Gebke
Das Naturschutzgebiet Obere Gebke mit einer Flächengröße von 9,3 ha lag im Arnsberger Wald nordöstlich von Eversberg im Stadtgebiet Meschede. Das Gebiet wurde 1994 mit dem Landschaftsplan Meschede durch den Hochsauerlandkreis als Naturschutzgebiet (NSG) ausgewiesen. Bei der Neuaufstellung des Landschaftsplanes Meschede wurden das NSG Teil vom Naturschutzgebiet Gebke-Quellläufe.

## Gebietsbeschreibung
Beim NSG handelt es sich um die Quelle und Oberlauf des Gebkebachs (auch Gebke genannt). Am naturnahen Bach wachsen vorwiegend Roterlen. Der Quellbach des durchfließt die artenarmen Fichtenbestände des Eversberger Stadtwaldes / Arnsberger Waldes. Stellenweise sind im NSG torfmoosreiche, sickerquellige Bereiche eingestreut. Im NSG wurden gefährdete Pflanzenarten nachgewiesen. Dieser Biotopkomplex wies eine hohe strukturelle Vielfalt auf und hatte daher für den Biotop und Artenschutz, laut Landschaftsplan 1994, eine lokale Bedeutung.

## Schutzzweck
Wie alle Naturschutzgebieten im Landschaftsplangebiet wurde das NSG „zur Erhaltung von Lebensgemeinschaften oder Lebensstätten bestimmter wildlebender Pflanzen und wildlebender Tierarten, aus wissenschaftlichen, naturgeschichtlichen, landeskundlichen oder erdgeschichtlichen Gründen oder wegen der Seltenheit, besonderen Eigenart oder hervorragenden Schönheit einer Fläche oder eines Landschaftsbestandteils“ als NSG ausgewiesen.
Zum Schutzzweck speziell des NSG führte der Landschaftsplan 1994, neben den normalen Schutzzwecken für alle NSG im Landschaftsplangebiet, auf: „Erhaltung und Optimierung eines naturnahen Mittelgebirgsbaches mit bachbegleitenden Feuchtwäldern als wertvoller Biotopkomplex für Pflanzen und Tiere; hohe strukturelle Artenvielfalt; Rote-Liste-Pflanzenarten; Gebiet fällt unter § 20 c BNatSchG; Optimierung durch Umbestockung der Fichtenbestände.“